# Lokveni
Lokveni (makedonska: Локвени) är en ort i Nordmakedonien. Den ligger i kommunen Dolneni, i den centrala delen av landet, 70 kilometer söder om huvudstaden Skopje. Lokveni ligger 626 meter över havet och antalet invånare är 230.